# Санто Стефано (Катанцаро)
Санто Стефано је насеље у Италији у округу Катанцаро, региону Калабрија.
Према процени из 2011. у насељу је живело 27 становника. Насеље се налази на надморској висини од 638 м.